# Philogalleria catkinae
Philogalleria catkinae är en stekelart som beskrevs av Michael G. Fitton 1987. Philogalleria catkinae ingår i släktet Philogalleria och familjen brokparasitsteklar. Inga underarter finns listade i Catalogue of Life.